# La grande rapina di Long Island (film 1955)
La grande rapina di Long Island (Tiger by the Tail) è un film del 1955 diretto da John Gilling.